# Betula szaferi
Betula szaferi é uma espécie proposta de plantas na família Betulaceae, contudo é diferente de uma forma local de Betula pendula. Teria sido endémica da Polónia. Nenhuma subpopulação selvagem é conhecida actualmente, mas há uma amostra plantada no Jardim Botânico de Cracóvia.